# Джованні Баттіста Креспі
 Джованні Баттіста Креспі  також Іль Черано (італ. Giovanni Battista Crespi 23 грудня, 1573, Черано — 23 жовтня, 1632, Мілан) — італійській художник доби раннього бароко, скульптор і архітектор, працював у Мілані.

## Життєпис
Народився в родині провінційного художника Рафаеле Креспі. За припущеннями батько був його єдиним вчителем.
Родина батька перебралась на житло у містечко Черано. 1591 року молодик прибув у Мілан. ймовірно, він мав непогані здібності, бо тим же 1591 роком датована виплата художникові за якусь декоративну роботу у палаці Борромео, де мешкав багатій Ренато Борромео, брат кардинала Федеріко Борромео. Споруда палацу постраждала впродовж століть і її декор збережений у фрагментах.
Художника залучили до створення релігійного живопису для численних храмів у ломбардській провінції. Аби укладатись у вимоги, Джованні Баттіста Креспі старанно вивчає твори авторитетних на той час художників, що працювали у Мілані, серед них твори маньєриста Пеллегріно Тібальді (1257—1596) та Гауденціо Феррарі (1575—1646). Осередком маньєристичного живопису залишався і Мілан, котрий зберігав художні зв'язки з митцями заальпійських держав. Серед авторитетів того часу — маньєрист, художник Бартоломеус Шпрангер (1546—1611), фламандець за походженням.
За сприяння кардинала Федеріко Борромео молодий художник відбув у Рим на стажування, відвідавши також мистецькі центри у Болоньї та у Флоренції. По поверненню до Мілана був залучений до створення колосальною скульптури святого Карло Борромео, збережені його малюнки окремих частин скульптури (що перейшли згодом до збірок музею мистецтв Метрополітен).
Він став відомим у Мілані та у Ломбардії релігійним художником, що практично впроваджував настанови Тридентського собору в релігійний живопис. 1621 року його призначили першим директором художньої академії Амброзіана, заснованої кардиналом Федеріко Борромео. Так художник став ще й менеджером-адміністратором.
В художню практику митця входили також скульптура і архітектура. В Мілані продовжувалось будівництво катедрального собору. Архітекторам доручали проекти створення головного фасаду. Так, архітектор Франческо Марія Рікіні запропонував практично стереотипне рішення барокового фасаду римського зразка (два яруси, розділені широким карнизом, верхній ярус пов'язаний з нижнім масивними волютами, всі вертикальні осі фасаду закінчувались скульптурами). Це рішення ніколи не було реалізоване. Головний фасад вибудують у неоготичному стилі, рішення котрого пропонували архітектори Пелегріно Тібальді та Джованні Баттіста Креспі. Останній був автором проекту головного фасаду й міланської церкви Сан Паоло Конверсо.
Помер у Мілані у жовтні 1632 року.

## Перелік обраних творів

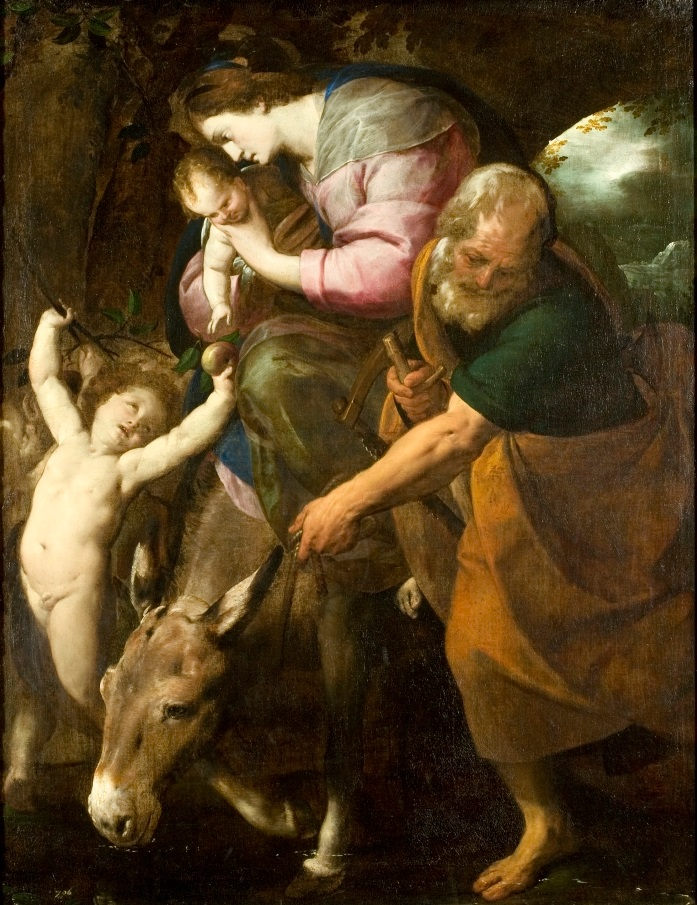
Джованні Баттіста Креспі. «Втеча святої Родини в Єгипет», Бристоль

- «Втеча святої Родини в Єгипет», Бристоль
- «Відпочинок святої Родини на шляху до Єгипту», Національний музей Прадо, Мадрид
- «Хрещення в річці Йордані», Штеделівський інститут, Німеччина
- «Христос з апостолами Петром і Павлом», Музей історії мистецтв, Відень.
- «Страта Івана Хрестителя»
- «Мадонна з немовлям, Катериною Александрійською, Франциском Ассізьким і кардиналом Карло Борромео», Уффіці, Флоренція
- «Містичні заручини Катерини Александрійської і католицької церкви», Художній музей Сінебрюхова, Хельсінки, Фінляндія
- «Розп'яття»
- «Месса св. Григорія»
- «Св. Амвросій», Пінакотека Брера, Мілан
- «Хрещення св. Августина»
- «Богородиця звільняє Мілан від чуми»

## Галерея картин

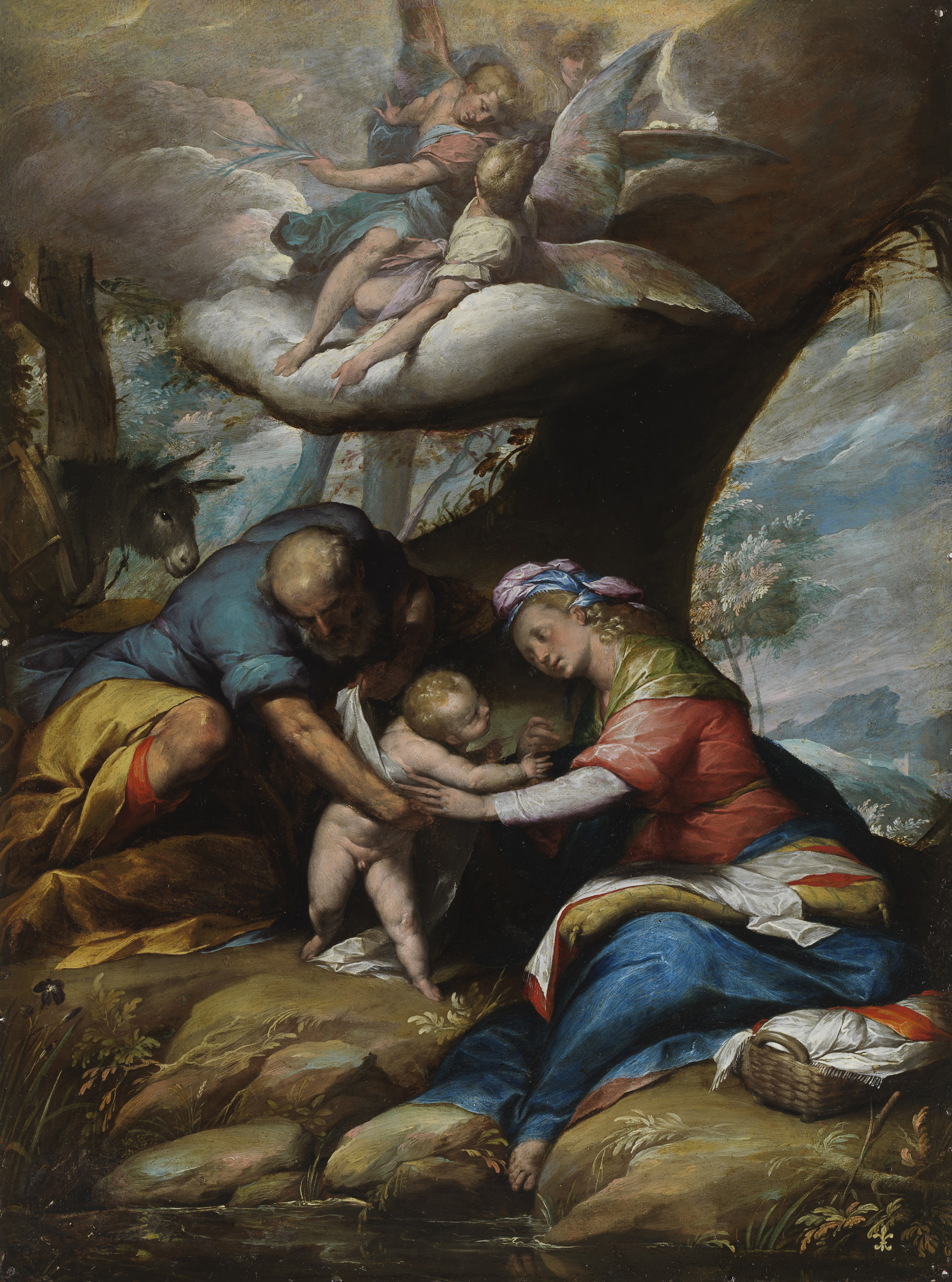
Джованні Баттіста Креспі. «Відпочинок святої Родини на шляху до Єгипту», Національний музей Прадо, Мадрид
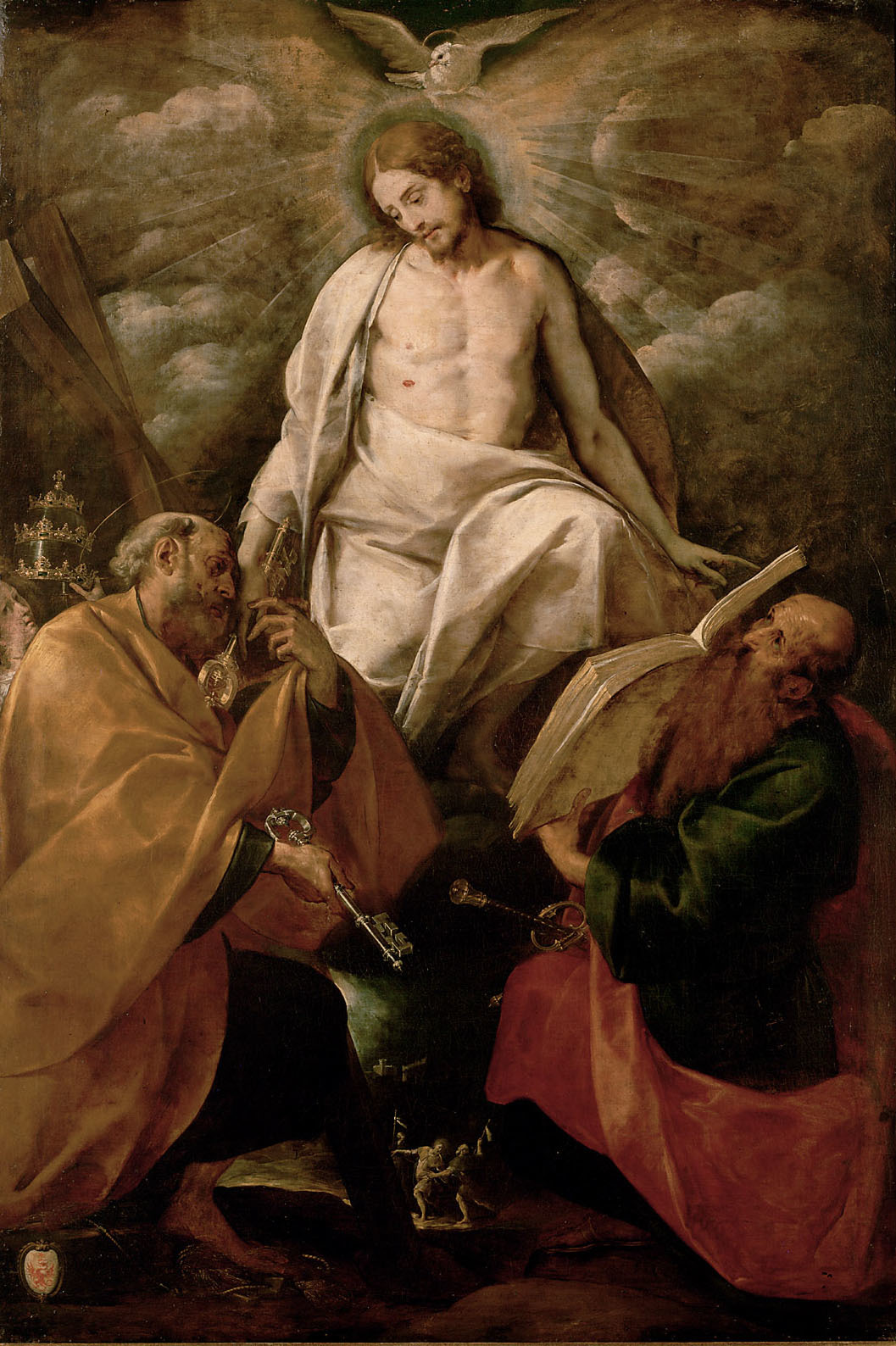
Джованні Баттіста Креспі. «Христос з апостолами Петром і Павлом», Музей історії мистецтв, Відень.
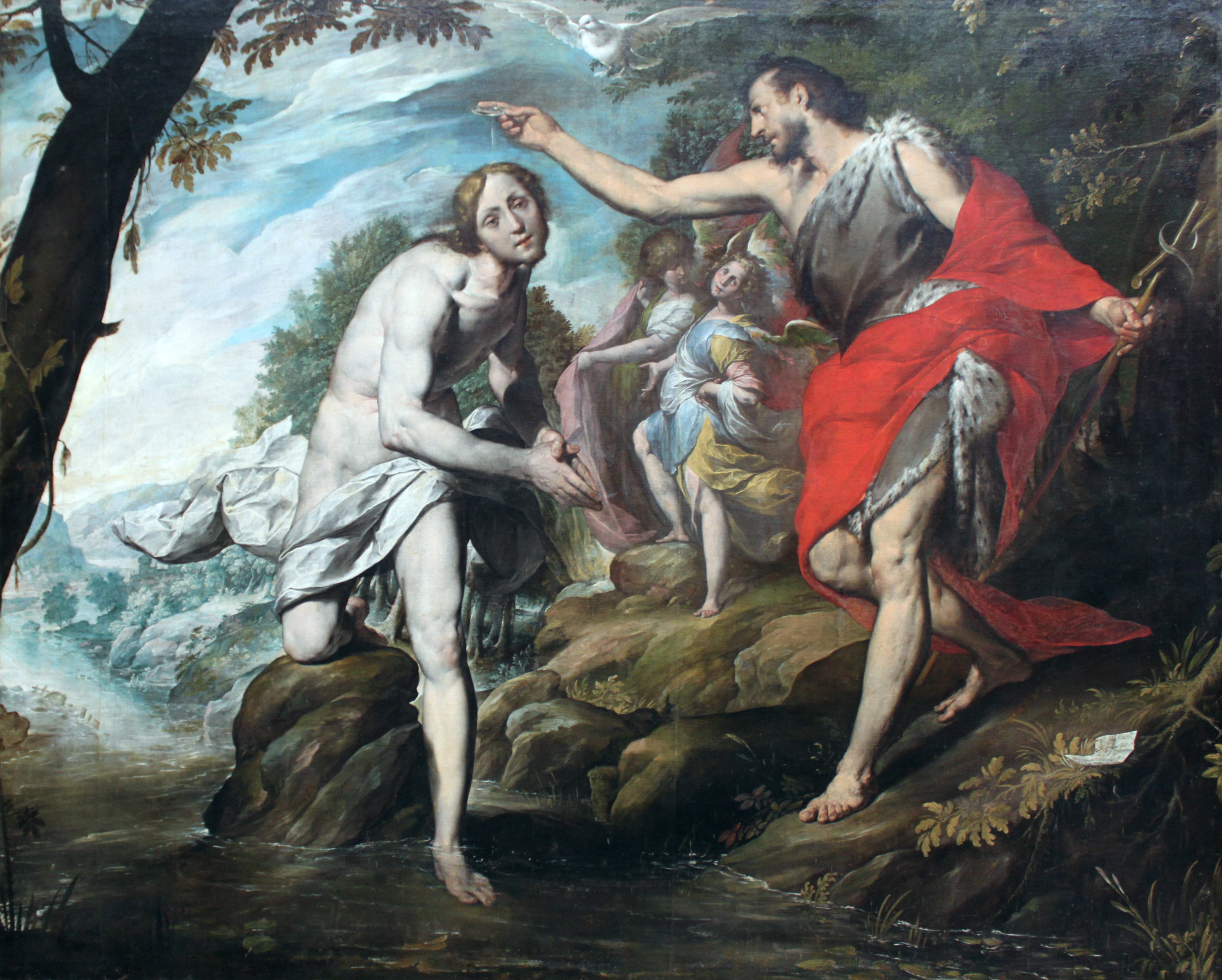
Джованні Баттіста Креспі. «Хрещення в річці Йордані», Штеделівський інститут, Німеччина
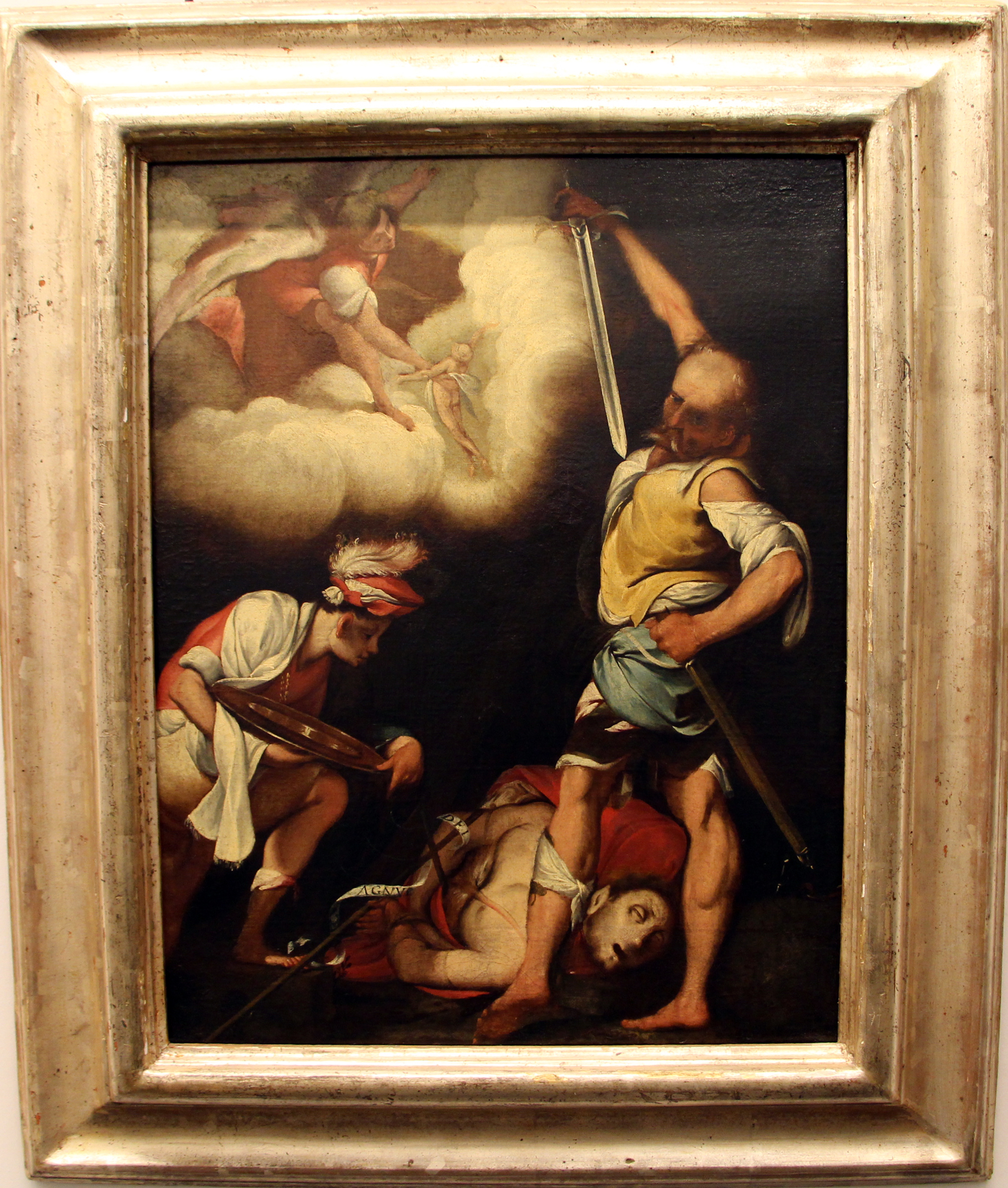
Джованні Баттіста Креспі. «Страта Івана Хрестителя»

## Стелі

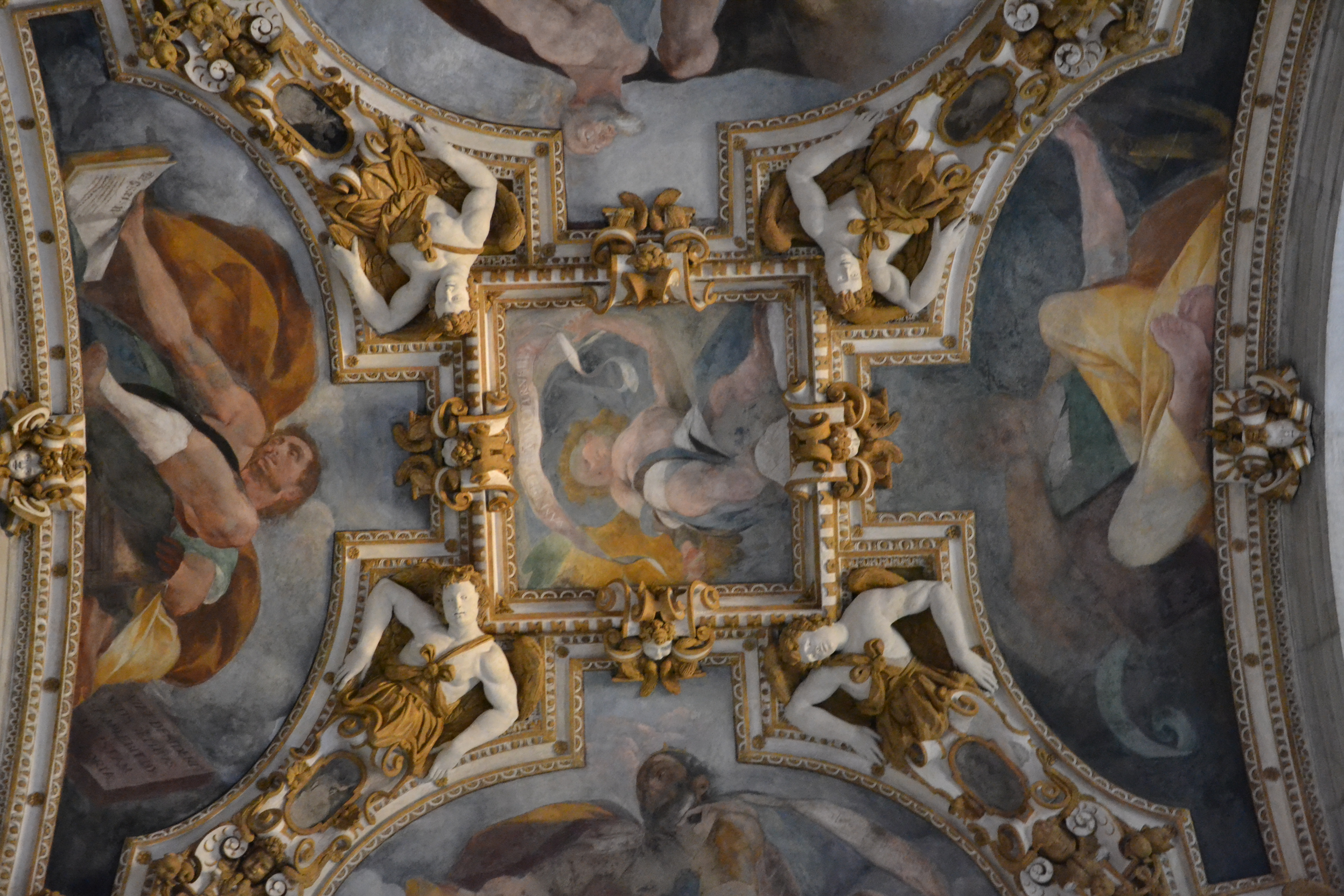
1
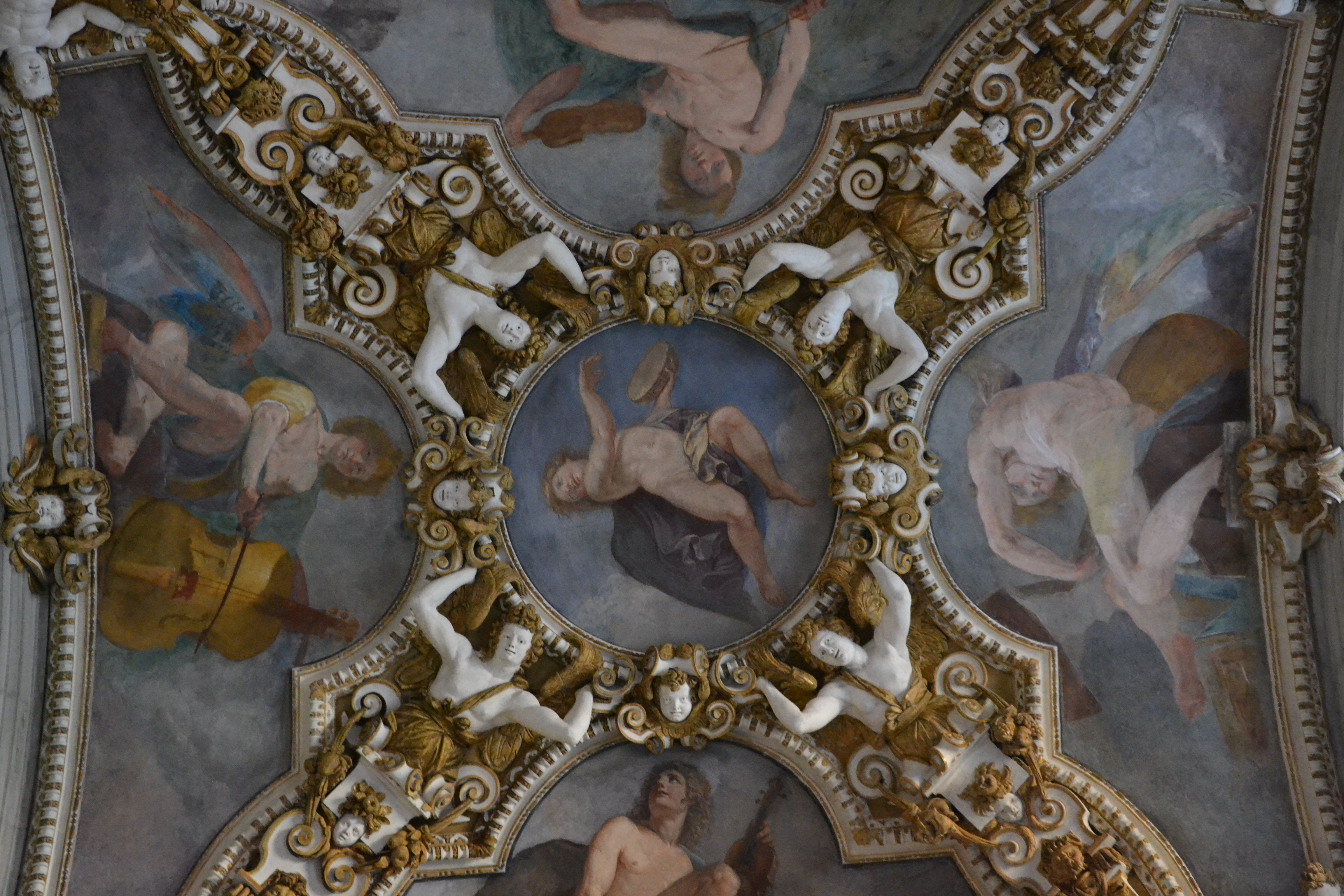
2
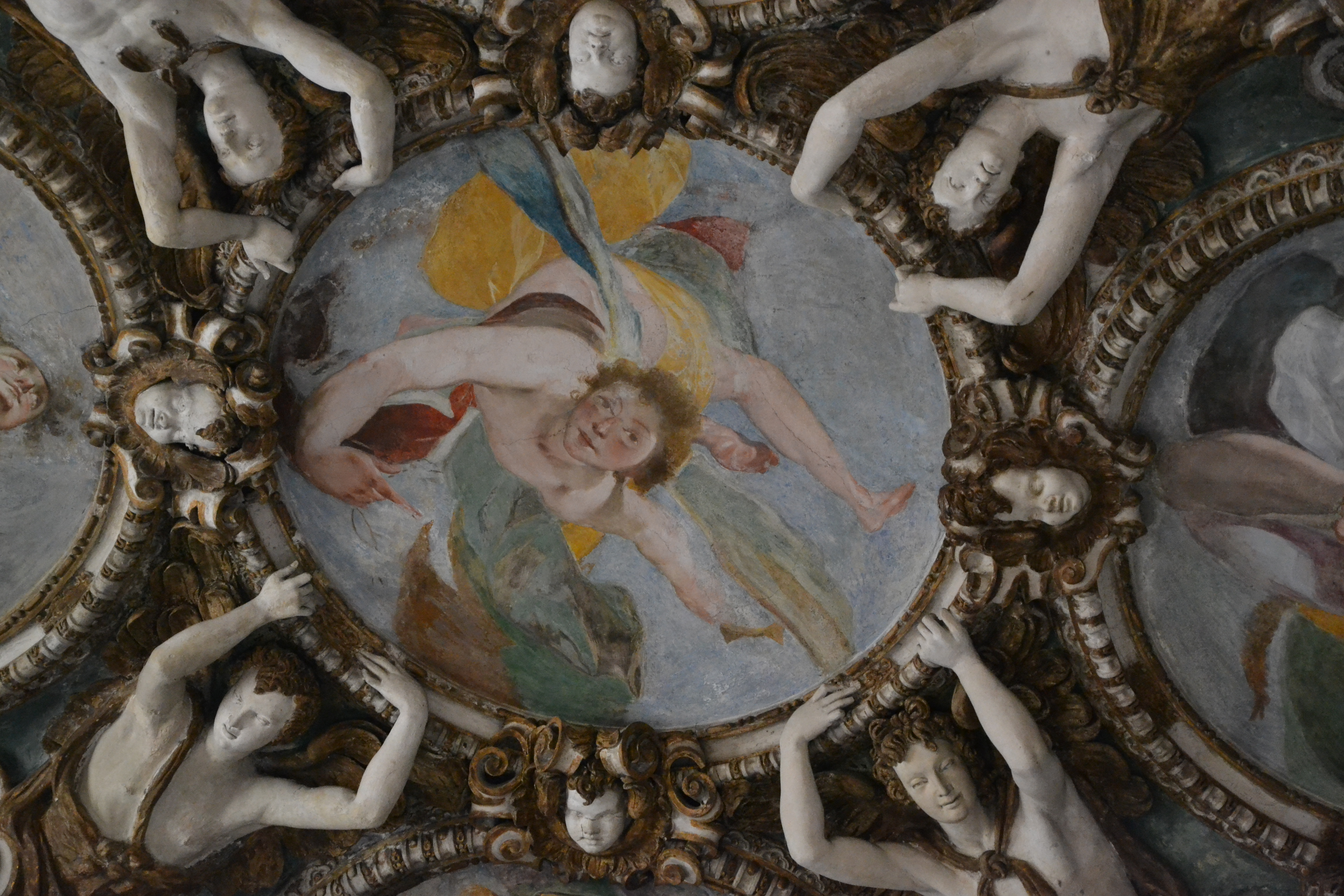
3
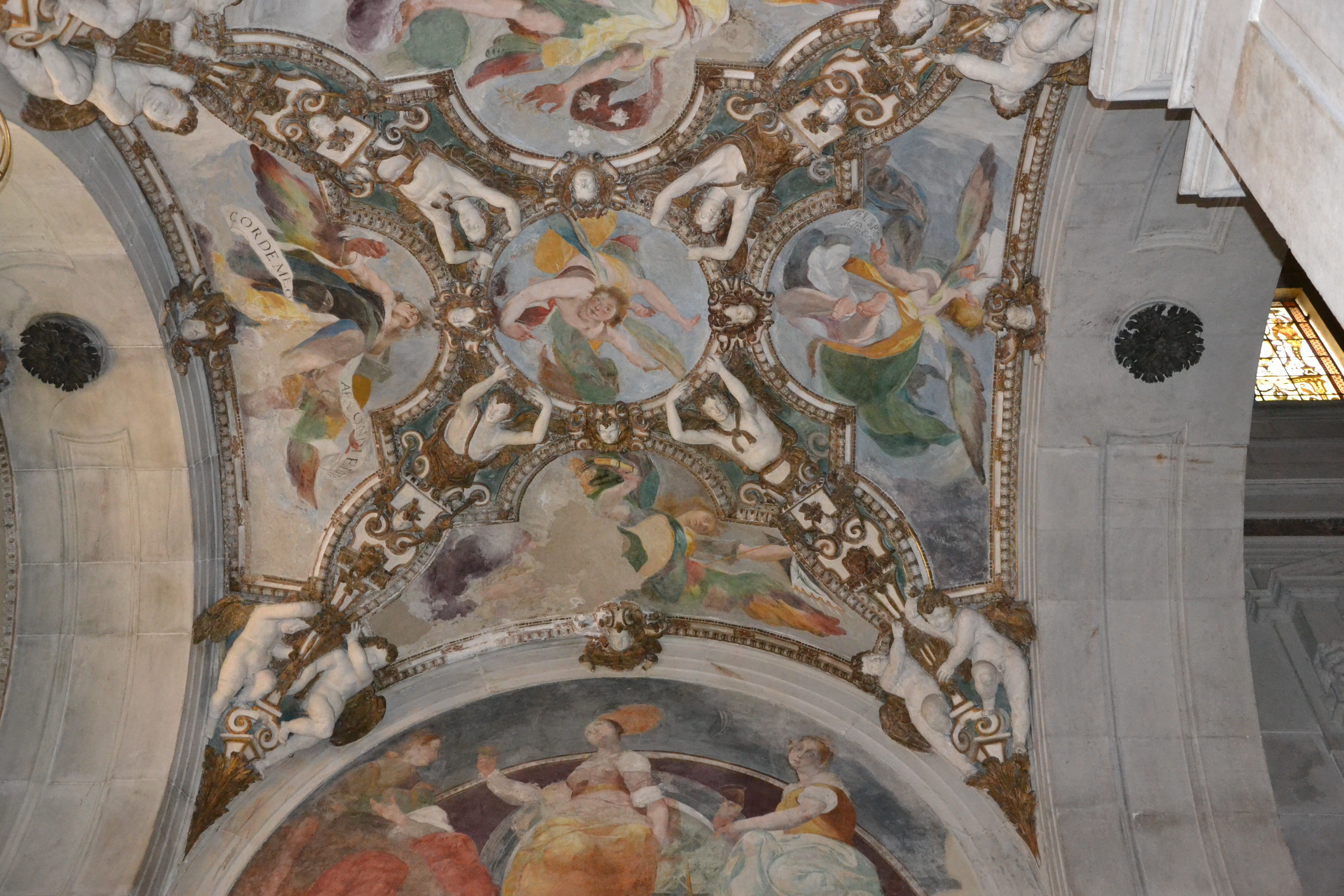
1, 2, 3 - всі в церкві Санта Марія деі Міраколі